# Polystichum longipaleatum
Polystichum longipaleatum är en träjonväxtart som beskrevs av Christ. Polystichum longipaleatum ingår i släktet Polystichum och familjen Dryopteridaceae. Inga underarter finns listade.